# 美洲鱟

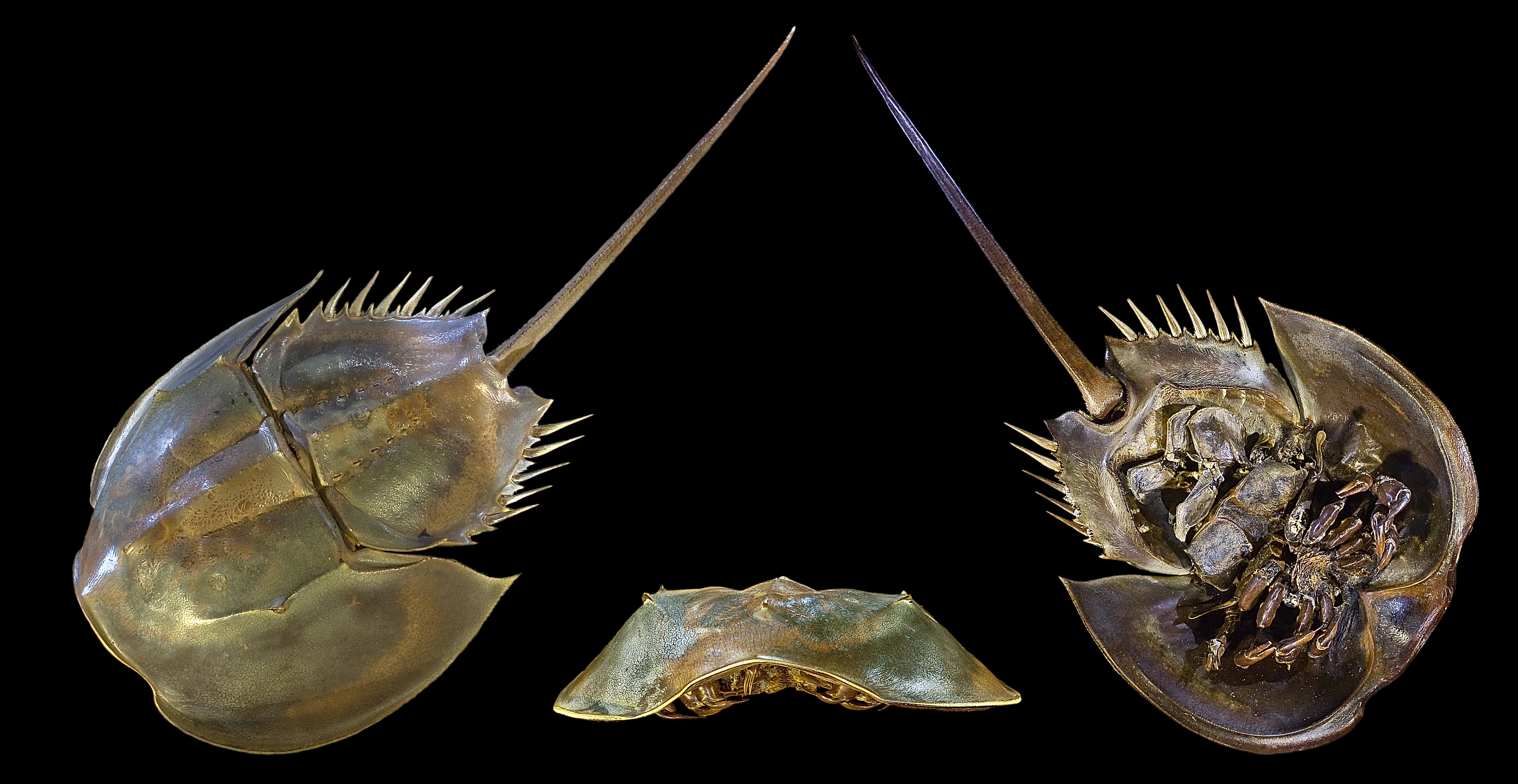
美洲鱟標本，55 cm，美國東海岸

美洲鲎（學名：Limulus polyphemus）又名大西洋鲎，是鱟科美洲鲎属的一种，也是美洲鲎属的唯一的现存物种。
美洲鲎主要分佈在墨西哥灣和北美洲東岸。主要的活动区域是特拉华湾。漂流的個體偶爾在欧洲发现。很多渔场也会养殖鲎作为海鲜对外销售。它們可以生長至51厘米長。

## 食物
主要以軟體動物和環節動物和其他水底無脊椎動物為食，也有時包括蝦和烏賊（Foster and Smith，2004）。 牠的口部位於頭胸部之下，兩邊各有一條用作抓緊獵物的螫肢。

## 身體結構
鱟有五對鰓，位於其五對附肢後面。可幫助鱟於水底呼吸，只要保持濕潤，也可讓牠在地面呼吸一會。 它的外殼分為三部分。 最前的部分稱為甲殼，形狀圓滑，保護其大部分的身體，包裹其眼、附肢、螫肢、吻部、腦部和心臟。其腹部位於中間，容納其鰓和生殖器。其尾節是堅硬的尾刺，當鱟被反轉，可以靠其尾刺來翻身。
鱟的血液呈灰藍色，因為其血色素與其他動物不同。例如人類的血液，具有含鐵的血紅蛋白。但是鱟卻相當原始，與很多節肢動物一樣，其血液含有血藍蛋白，而藍血蛋白含有銅，因而呈藍色。其血中有一種變形細胞，當遇上入侵的細菌或病毒時，這種細胞會立刻將入侵的細菌或病毒包裹固定住形成血栓，從而保護鱟不至受到感染。科學家以此研製「鱟試劑」，用以測試無菌程度。鱟在過去的一段長時間中都幾乎沒有變異過。今天的鱟與3至4億年前的鱟相比，差別不多，因此鱟被稱為活化石。這也是鱟與現今的許多生物都大為不同的原因。
鱟有20~25年的壽命。每一年的晚春，雄性會先到達岸邊。雌性隨後到達，便會在沙中製造深15~20厘米的巢穴。

## 研究
鱟具有珍貴的醫學用途。
鱟的免疫系統非常簡單原始，但卻十分有效。一些研究發現，只要有外來細菌入侵，鱟的藍血便會立即凝固成膠狀，包裹異物。現在，鱟血提取物被造成快速含菌量試劑——鲎试剂，用於醫藥用途，只要一有細菌，提取物便會凝結。

## 延伸阅读
- . Ecological Research and Development Group. 2003  [May 14, 2006]. （原始内容存档于2006-04-24）.

- Misty Edgecomb. . Bangor Daily News (republished by National Geographic Society). June 21, 2002  [2006-05-14]. （原始内容存档于2006-06-06）.

- . Warner Elementary School web site. Delaware Center for Educational Technology. February 2001  [May 14, 2006]. （原始内容存档于2006年9月4日）.